# Dinar kuwaití
El dinar (en árabe: دينار, código ISO 4217 KWD) es la unidad monetaria de Kuwait, que se divide en 1000 fils (en árabe: فلس). Actualmente es la moneda física de mayor valor en el mundo asociada a un país.

## Historia
Durante la ocupación lusitana de Kuwait desde 1521,  circuló la moneda colonial de India portuguesa con ceca en Goa hasta que fue invadida en 1623 por el Imperio persa safávida que acuñó monedas locales para toda la Mesopotamia.
Cuando Kuwait fue liberada por los otomanos en 1638, el akçe, el kuruş o piastra y luego la lira turca circularon en el territorio, al igual que las monedas del Irak otomano desde 1639 hasta 1650 con cecas en Bagdad, Hilla y Basora y desde 1821 hasta 1840, con ceca solo en Bagdad. En 1887 se acuñó la primera moneda local de Kuwait de 1 baisa pero solo duró ese año.

A partir del protectorado británico  sobre el emirato de Kuwait en 1899, comenzó a circular la rupia india que continuó aceptándose al independizarse del Reino Unido en 1947, pero en 1959 la República de India creó la rupia del Golfo para evitar contrabando de oro.
Al independizarse el emirato de los británicos, el dinar fue introducido el 1 de abril de 1961 para sustituir a la rupia del Golfo, con un valor inicial equivalente a una libra esterlina y una tasa de cambio frente a la antigua rupia de 13 1⁄3 rupias por dinar.
Cuando Irak invadió Kuwait en 1990 el dinar iraquí sustituyó al dinar kuwaití. Durante la invasión los iraquíes robaron la mayoría de los billetes de alto valor, que fueron vendidos en el mercado negro o utilizados de nuevo. Después de la liberación, el dinar kuwaití se restauró como la moneda de curso legal del país y se introdujo una nueva serie de billetes, haciendo así que los billetes anteriores, que habían sido robados, quedaran anulados.

## Monedas
Las monedas de curso legal fueron acuñadas a partir del 1 de abril de 1961 hasta la actualidad, con los siguientes valores y composiciones. Es importante tomar en cuenta que esta divisa y, usualmente la mayoría de las del Medio Oriente están subdivididas en 1000 y no 100 subunidades, en este caso fils:
| Denominación | Emisión | Metal    | Canto    | Diámetro (mm) | Peso (g) | Anverso                            | Reverso                        |
| ------------ | ------- | -------- | -------- | ------------- | -------- | ---------------------------------- | ------------------------------ |
| 1 Fil        | 1961-   | Cu+Ni+Zn | Liso     | 17,00         | 2,00     | Escudo de armas - año de acuñación | فلس ١ - دولة الكويت - KUWAIT   |
| 5 Fils       | 1961-   | Cu+Ni+Zn | Liso     | 19,60         | 2,50     | Escudo de armas - año de acuñación | فلس ٥ - دولة الكويت - KUWAIT   |
| 10 Fils      | 1961-   | Cu+Ni+Zn | Liso     | 21,00         | 3,80     | Escudo de armas - año de acuñación | فلس ١٠ - دولة الكويت - KUWAIT  |
| 20 Fils      | 1961-   | Cu+Ni    | Estriado | 20,00         | 3,00     | Escudo de armas - año de acuñación | فلس ٢٠ - دولة الكويت - KUWAIT  |
| 50 Fils      | 1961-   | Cu+Ni    | Estriado | 23,00         | 4,50     | Escudo de armas - año de acuñación | فلس ٥٠ - دولة الكويت - KUWAIT  |
| 100 Fils     | 1961-   | Cu+Ni    | Estriado | 26,00         | 6,50     | Escudo de armas - año de acuñación | فلس ١٠٠ - دولة الكويت - KUWAIT |

## Billetes
Hasta la fecha se han impreso cinco series de billetes. La primera serie fue publicada después de la declaración de una ley que en la que Kuwait adoptaba su propia moneda en 1960. Esta serie entró en la circulación el 1 de abril de 1961 hasta el 1 de febrero de 1982. Sus denominaciones eran de ¼, ½, 1, 5 y 10 dinares.
Después de la creación del Banco Central de Kuwait se distribuyeron los nuevos billetes de ¼, ½ y de 10 dinares a partir del 17 de noviembre de 1970, seguidos por los nuevos billetes de 1 y 5 dinares de la segunda serie el 20 de abril de 1971. Esta segunda serie fue retirada del curso legal el 1 de febrero de 1982.
La tercera serie se emitió el 20 de febrero de 1980 después de la ascensión al trono del emir Jaber al-Ahmad al-Jaber al-Sabah, con denominaciones de ¼, ½, 1, 5 y 10 dinares. El 9 de febrero de 1986 se emitió un nuevo billete de 20 dinares. Como resultado del estado de emergencia después de la invasión de Kuwait por parte de Irak, esta serie fue invalidada por el gobierno vigente el 30 de septiembre de 1991. Las fuerzas iraquíes robaron la mayor parte de estos billetes (1, 5, 10 y 20 dinares) y algunos han aparecido en el mercado numismático internacional.
Después de la liberación se emitió una cuarta serie el 24 de marzo de 1991, con el propósito de sustituir la serie retirada anteriormente lo más rápido posible y garantizar la recuperación económica del país. Esta cuarta serie fue moneda de curso legal hasta el 16 de febrero de 1995, con denominaciones de ¼, ½, 1, 5, 10 y 20 dinares.
La quinta serie de billetes ha estado en vigor desde el 3 de abril de 1994 e incluye medidas de seguridad de alta tecnología actualmente estándares para los billetes de banco. Las denominaciones son iguales a las de la cuarta serie.
En la sexta serie el Banco Central de Kuwait introdujo la sexta serie de billetes kuwaitíes en circulación el 29 de junio de 2014.Algunos de los billetes son gruesos para que los ciegos puedan identificarlos por el tacto
| Denominación | Color predominante | Dimensiones | Descripción del anverso                                                                        | Descripción del reverso |
| ------------ | ------------------ | ----------- | ---------------------------------------------------------------------------------------------- | --- |
| ¼ Dinar      | Marrón             | 110 x 68 mm | ¼ - ربع دينار - Dhow y cofre - Escudo de armas - بنك الكويت المركزي                            | ¼ - QUARTER DINAR - Niñas jugando - CENTRAL BANK OF KUWAIT - WE SEEK GOD'S ASSISTANCE                                                                       |
| ½ Dinar      | Verde              | 120 x 68 mm | ½ - نصف الدينار - Tetera y casas de cambio - Escudo de armas - بنك الكويت المركزي              | ½¼ - HALF DINAR - Niños jugando a las canicas - CENTRAL BANK OF KUWAIT - WE SEEK GOD'S ASSISTANCE                                                           |
| 1 Dinar      | Verde/Azul         | 130 x 68 mm | دينار واحد ١ - Lámpara de aceite - Torres Kuwait - Escudo de armas - بنك الكويت المركزي        | 1 - ONE DINAR - Al Shuwaikh - Depósito de agua - CENTRAL BANK OF KUWAIT - WE SEEK GOD'S ASSISTANCE                                                          |
| 5 Dinares    | Rojo               | 140 x 68 mm | خمسة دنانير ٥ - Telecom Tower - Molino manual de piedra - Escudo de armas - بنك الكويت المركزي | 5 - FIVE DINARS - Refinería - Central energética de Al-Zour - Torres de alta tensión - Depósitos de agua - CENTRAL BANK OF KUWAIT- WE SEEK GOD'S ASSISTANCE |
| 10 Dinares   | Violeta            | 150 x 68 mm | عشرة دنانير ١٠ - Mezquita Nacional - Ánfora - Escudo de armas - بنك الكويت المركزي             | 10 - TEN DINARS - Dhow e incensario - Puerta tradicional - Recolectores de perlas - CENTRAL BANK OF KUWAIT - WE SEEK GOD'S ASSISTANCE                       |
| 20 Dinares   | Verde              | 160 x 68 mm | عشرون دينار ٢٠ - Fuerte Rojo en Al Yahra - cañón - Escudo de armas - بنك الكويت المركزي        | 20 - TWENTY DINARS - Edificio del Banco Central - Murallas de la Ciudad de Kuwait - CENTRAL BANK OF KUWAIT - WE SEEK GOD'S ASSISTANCE                       |

| Imagen Anverso | Imagen reverso | Denominación | Color predominante | Dimensiones | Descripción del anverso                                                                        | Descripción del reverso                                                                       |
| -------------- | -------------- | ------------ | ------------------ | ----------- | ---------------------------------------------------------------------------------------------- | --------------------------------------------------------------------------------------------- |
|                |                | ¼ Dinar      | Marrón             | 110 x 68 mm | ¼ - ربع دينار - Torre de la Liberación y una nave dhow - بنك الكويت المركزي                    | ¼ - Una tradicional puerta de madera kuwaití y la primera moneda kuwaití                      |
|                |                | ½ Dinar      | Verde              | 120 x 68 mm | ½ - نصف الدينار - Kuwait Towers y una nave dhow Escudo de armas - بنك الكويت المركزي           | ½- Tortuga de mar y el pez Bramidae de plata (Al Zubaidi)-                                    |
|                |                | 1 Dinar      | Gris               | 130 x 68 mm | دينار واحد ١ -La Gran Mezquita, una nave dhow de bateel Escudo de armas - بنك الكويت المركزي   | 1 -Ilustración de muchas influencias de la civilización griega antigua en Kuwait Isla Failaka |
|                |                | 5 Dinares    | Violeta            | 140 x 68 mm | خمسة دنانير ٥ - La nueva sede del Banco Central de Kuwait Escudo de armas - بنك الكويت المركزي | 5 - Refinería de petróleo y un petrolero                                                      |
|                |                | 10 Dinares   | Rojo               | 150 x 68 mm | عشرة دنانير ١٠ -La Asamblea Nacional de Kuwait, una nave sambuk dhow- بنك الكويت المركزي       | 10 -Halcón y camello vestido con una silla de montar-                                         |
|                |                | 20 Dinares   | Azul               | 160 x 68 mm | عشرون دينار ٢٠ - Palacio Seif , y una nave dhow Escudo de armas - بنك الكويت المركزي           | 20 - Buzo peruano kuwaití y Al-Boom buque dhow kuwaití tradicional                            |